# Piedra Grande la Sierra
Piedra Grande la Sierra är en ort i Mexiko.   Den ligger i kommunen Ixhuatlán de Madero och delstaten Veracruz, i den sydöstra delen av landet, 180 km nordost om huvudstaden Mexico City. Piedra Grande la Sierra ligger 225 meter över havet och antalet invånare är 355.
Terrängen runt Piedra Grande la Sierra är lite kuperad. Runt Piedra Grande la Sierra är det ganska tätbefolkat, med 75 invånare per kvadratkilometer. Närmaste större samhälle är Huehuetla, 19,7 km söder om Piedra Grande la Sierra. I omgivningarna runt Piedra Grande la Sierra växer huvudsakligen savannskog.